# Stoczek (powiat moniecki)
Stoczek – kolonia w Polsce położona w województwie podlaskim, w powiecie monieckim, w gminie Knyszyn. Miejscowość wchodzi w skład sołectwa Wodziłówka.
W latach 1975–1998 miejscowość należała administracyjnie do województwa białostockiego.